# 讷穆尔
讷穆尔（法語：Nemours，法語發音：[nəmuʁ] ⓘ），法国中北部城市，法兰西岛大区塞纳-马恩省的一个市镇，隶属于枫丹白露区，其市镇面积为10.83平方公里，2022年1月1日时人口数量为13,118人，在法国城市中排名第752位。
讷穆尔位于塞纳-马恩省南部，卢万河畔，因其历史上的同名爵位而闻名，现代为一个区域性的中心城市，莫雷－里昂铁路和多条公路在此交汇，可通过法兰西岛大区铁路R线直通巴黎市区。

## 地名来源
“讷穆尔”一名最初于公元843年以“Nemausus”的形式被记载，其名称当中的“nem”前缀来源于高卢语，意为“祝圣之地”。
此外，因翻译标准不同，“Nemour”在中文谷歌地图以及部分汉语资料中又被译为内穆尔。

## 历史

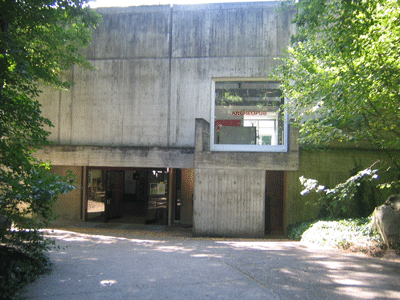
法兰西岛史前博物馆

讷穆尔的早期历史尚不清楚，该地曾发掘多处新石器时期的人类活动遗迹。根据讷穆尔市政府官方网站的论述，约距今三千五百年前，讷穆尔境内出现定居点。法兰西岛史前博物馆位于讷穆尔，于1981年建成。
讷穆尔可查证的建城史始于中世纪中期，彼时，讷穆尔为朗东堡领主的一处领地。1358年，讷穆尔被英格兰军队烧毁。1404年，法兰西国王查理六世将讷穆尔赐给纳瓦拉国王卡洛斯三世以换取瑟堡，15世纪中期，法兰西与纳瓦拉曾发生矛盾，讷穆尔的爵位继承一度成为争夺的焦点。1461年，路易十一将讷穆尔爵位转让给了雅克·德·阿马尼亚克，但随着1477年雅克的逝世，讷穆尔再次成为法兰西王国的领土。1515年，弗朗索瓦一世将讷穆尔爵位划给萨伏伊。1585，亨利三世在此签订《讷穆尔敕令》以保障天主教联盟的利益。1672年，讷穆尔又被奥尔良家族继承。法国大革命后，讷穆尔成为塞纳-马恩省的一个市镇，并在1793至1801年间成为该省的一个地区行署。途径讷穆尔的莫雷－里昂铁路于1860年建成运行。二战后，随着通勤列车的开行，讷穆尔成为巴黎的一个远郊卫星城，当地人口数量有所增加，并出现了新兴居民区。2016年6月，讷穆尔遭遇特大洪水袭击，造成当地多处公共设施及民居受损。

## 地理

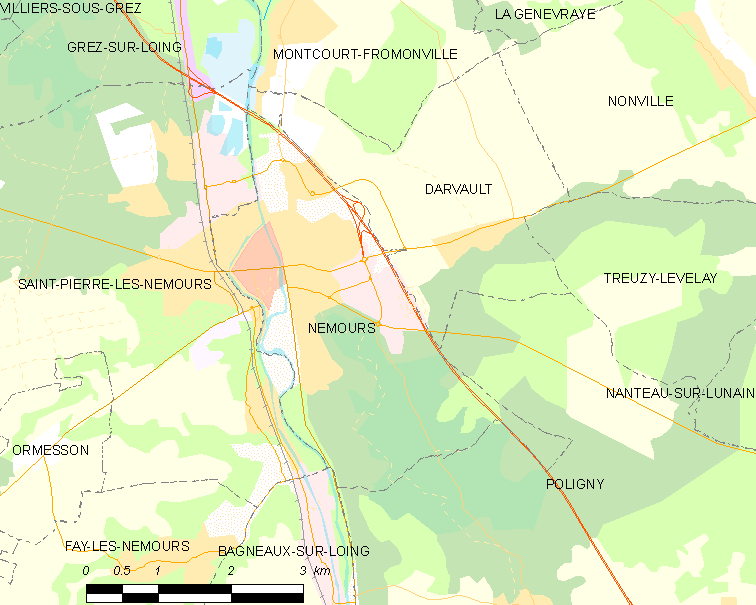
讷穆尔市镇范围地图

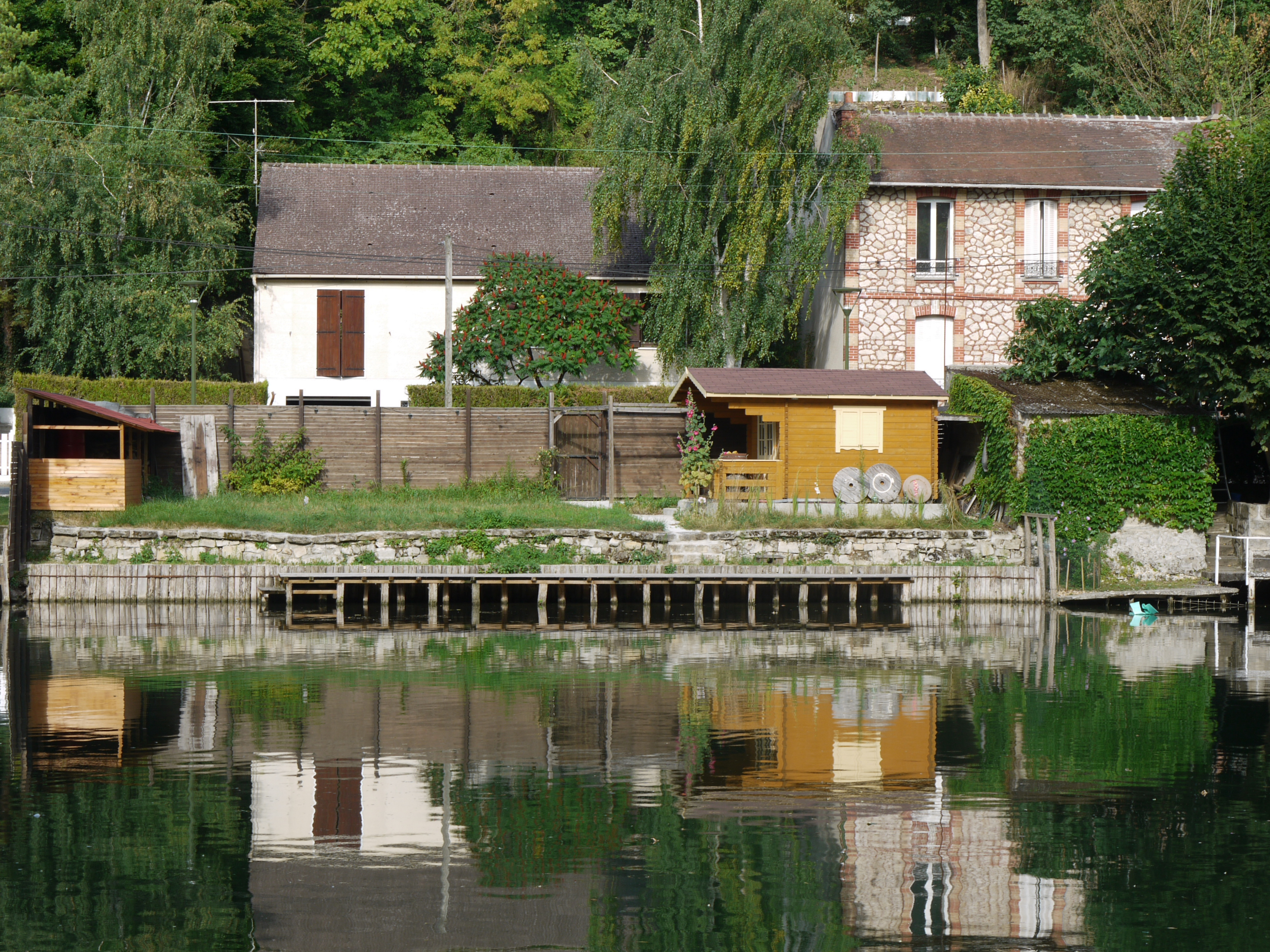
卢万河

讷穆尔位于法国中北部，法兰西岛大区东南部和塞纳-马恩省南部，距离省会默伦大约32公里。与讷穆尔接壤的市镇包括：卢万河畔巴尼欧、达尔沃、波利尼、圣皮埃尔莱讷穆尔。

### 地形
讷穆尔位于巴黎盆地腹地，境内以平原及浅丘为主，市镇中心地势较为平坦，东部略有起伏，全境海拔在57到133米之间。

### 水文
讷穆尔位于塞纳河流域内，其左岸支流卢万河自南向北流经境内，其讷穆尔市区段有多条人工开凿的水道，下游左岸则有多处河流改道形成的湖泊，经人工改造后成为休闲公园。

### 植被
讷穆尔属于温带阔叶混交林区，林地多分布于河流附近以及市镇范围东南部的讷穆尔市镇森林（Forêt communale de Nemours）内。
在鲜花城市的评比中，讷穆尔暂未被评级。

### 气候
讷穆尔在柯本气候分类法中属于温带海洋性气候。
讷穆尔境内设有常年气象站，以下为该气象站的数据（其中日照数据取自巴黎-奥利机场）：
| 讷穆尔1981年－2019年 | 讷穆尔1981年－2019年 | 讷穆尔1981年－2019年 | 讷穆尔1981年－2019年 | 讷穆尔1981年－2019年 | 讷穆尔1981年－2019年 | 讷穆尔1981年－2019年 | 讷穆尔1981年－2019年 | 讷穆尔1981年－2019年 | 讷穆尔1981年－2019年 | 讷穆尔1981年－2019年 | 讷穆尔1981年－2019年 | 讷穆尔1981年－2019年 | 讷穆尔1981年－2019年 |
| 月份                 | 1月                  | 2月                  | 3月                  | 4月                  | 5月                  | 6月                  | 7月                  | 8月                  | 9月                  | 10月                 | 11月                 | 12月                 | 全年                 |
| -------------------- | -------------------- | -------------------- | -------------------- | -------------------- | -------------------- | -------------------- | -------------------- | -------------------- | -------------------- | -------------------- | -------------------- | -------------------- | -------------------- |
| 历史最高温 °C（°F）  | 16.8 (62.2)          | 19.5 (67.1)          | 25.6 (78.1)          | 29.2 (84.6)          | 32.9 (91.2)          | 38.5 (101.3)         | 39.8 (103.6)         | 41.1 (106.0)         | 33.6 (92.5)          | 29.1 (84.4)          | 23.4 (74.1)          | 17.9 (64.2)          | 41.1 (106.0)         |
| 平均高温 °C（°F）    | 7.1 (44.8)           | 8.6 (47.5)           | 12.8 (55.0)          | 16.1 (61.0)          | 20.3 (68.5)          | 23.7 (74.7)          | 26.3 (79.3)          | 26.2 (79.2)          | 21.7 (71.1)          | 16.6 (61.9)          | 10.6 (51.1)          | 7 (45)               | 16.4 (61.5)          |
| 日均气温 °C（°F）    | 4.3 (39.7)           | 5 (41)               | 8.1 (46.6)           | 10.7 (51.3)          | 14.7 (58.5)          | 17.8 (64.0)          | 20.1 (68.2)          | 19.9 (67.8)          | 16 (61)              | 12.2 (54.0)          | 7.5 (45.5)           | 4.4 (39.9)           | 11.7 (53.1)          |
| 平均低温 °C（°F）    | 1.4 (34.5)           | 1.4 (34.5)           | 3.3 (37.9)           | 5.3 (41.5)           | 9 (48)               | 11.9 (53.4)          | 14 (57)              | 13.7 (56.7)          | 10.4 (50.7)          | 7.8 (46.0)           | 4.3 (39.7)           | 1.8 (35.2)           | 7 (45)               |
| 历史最低温 °C（°F）  | −13.3 (8.1)          | −13.4 (7.9)          | −11.7 (10.9)         | −4.3 (24.3)          | −0.9 (30.4)          | 2 (36)               | 6.1 (43.0)           | 4.4 (39.9)           | 0.5 (32.9)           | −4.7 (23.5)          | −10.9 (12.4)         | −12.1 (10.2)         | −13.4 (7.9)          |
| 平均降水量 mm（）    | 53.2 (2.09)          | 51 (2.0)             | 48.1 (1.89)          | 56.8 (2.24)          | 59.1 (2.33)          | 54 (2.1)             | 56.5 (2.22)          | 55.1 (2.17)          | 58.3 (2.30)          | 64.8 (2.55)          | 66 (2.6)             | 64.2 (2.53)          | 687.1 (27.05)        |
| 月均日照時數         | 43.4                 | 66.3                 | 162.6                | 172.4                | 165.4                | 176.6                | 232.1                | 220.4                | 193.9                | 131.9                | 49.1                 | 55.3                 | 1,669.4              |
| 来源：infoclimat.fr  |                      |                      |                      |                      |                      |                      |                      |                      |                      |                      |                      |                      |                      |

## 行政区划
讷穆尔的市镇编号为77333，邮政编号为77140。
在行政管理方面，讷穆尔隶属于法国法兰西岛大区塞纳-马恩省枫丹白露区；在地方选举方面，讷穆尔是讷穆尔县的中央投票站，其市镇范围全境被划入塞纳-马恩省第二选区；在地方选举方面，讷穆尔是讷穆尔地区市镇公共社区的办公驻地。
讷穆尔市镇被划为四个街区（Centre、Châtelet-Beauregard、Hauteur du Bourg、Mont-Saint-Martin），实行街区自治制度。
法国国家统计与经济研究所（简称）在进行数据统计时，将讷穆尔及相邻的另外三个市镇设为讷穆尔城市核心区以及讷穆尔城市区。2011年起讷穆尔城市区被划入包含1,794个市镇的巴黎城市区内。自2020年起，巴黎城市区被包含1,929个市镇的巴黎城市辐射区代替。此外，还将讷穆尔市镇分为了5个“块区”（IRIS），以便于统计人口分布情况。

## 交通

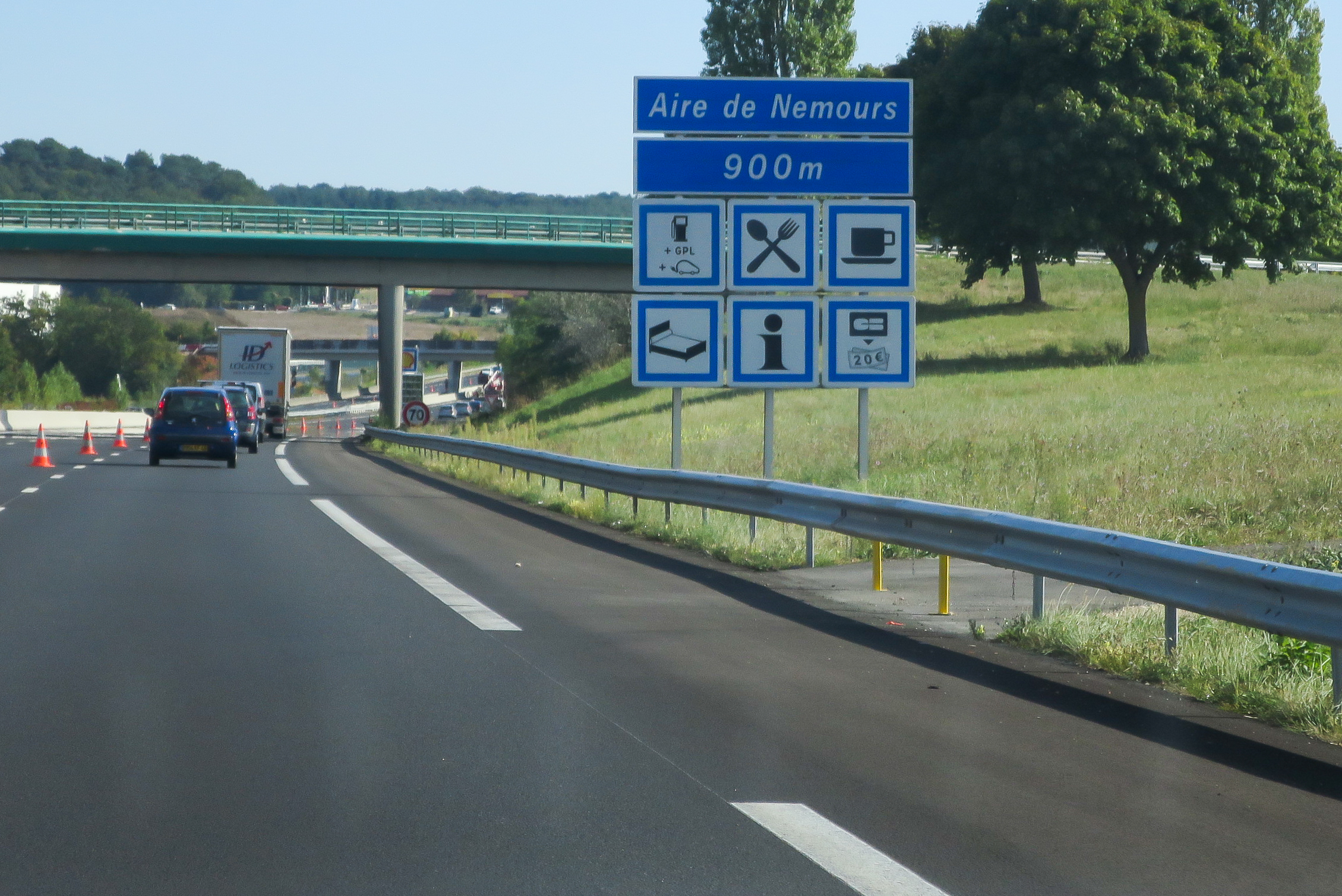
A6高速公路讷穆尔服务区

### 公路
A6高速公路经过讷穆尔市区北部和东部，通过15和16两个出入口连接市区，此外多条塞纳-马恩省省道在讷穆尔境内交汇。
| 巴黎 奥尔良门 | 74 |

| 欧塞尔 | 88 |

| 讷韦尔 | 161 |

| 默伦 | 33 |

| 枫丹白露 | 17 |

| 蒙特罗福约讷 | 25 |

| 埃唐普 | 51 |

| 桑斯 | 48 |

| 皮蒂维耶 | 39 |

| 奥尔良 | 89 |

| 蒙塔日 | 36 |

| 卢瓦尔河畔新堡 | 62 |

2018年，67.7%的讷穆尔家庭拥有至少一辆私人汽车。2019年，讷穆尔境内共发生各类交通事故3起，造成1人遇难，3人受伤。

### 铁路
讷穆尔位于莫雷－里昂铁路上。讷穆尔-圣皮埃尔站位于市区西部的圣皮埃尔莱讷穆尔境内，该站停靠法兰西岛大区列车R线以及往返于巴黎和讷韦尔一线的区域列车。

### 航空
距离讷穆尔最近的民用航空站为巴黎-奥利机场，距离讷穆尔市中心的公路里程约72公里。

### 城市公共交通
讷穆尔是法兰西岛公共交通网的组成部分。
| 途经讷穆尔境内的主要公共交通线路 |                        | |
| 类型                             | 运营商                 | 线路 |
| 城铁                             |                        | ：巴黎里昂火车站 ↔ 默伦站 ↔ 枫丹白露-阿翁站 ↔ 莫雷-沃讷莱萨布隆站 ↔ 讷穆尔-圣皮埃尔站 ↔ 蒙塔日站 |
| 公共汽车                         | Seine-et-Marne EXPRESS | 34：默伦火车站 ↔ 枫丹白露-莱塔普广场 ↔ 讷穆尔-圣皮埃尔火车站 ↔ 卢万河畔巴尼欧市政厅 ↔ 卢万河畔苏普旅游局 ↔ 朗东堡-凡尔登广场 |
| 公共汽车                         | STILL                  | 1：讷穆尔-圣皮埃尔火车站 ↔ 干泉 ↔ 养老院 ↔ 卢万河畔巴尼欧火车站 ↔ 圣皮埃尔莱讷穆尔-运河 2：讷穆尔-圣皮埃尔火车站 ↔ 圣皮埃尔莱讷穆尔商业中心 ↔ 圣皮埃尔莱讷穆尔-莱格雷沃 3：讷穆尔-圣皮埃尔火车站 ↔ 红磨坊 ↔ 活动中心 ↔ 拉瓦洛特 ↔ 蒙库尔-弗洛蒙维尔-干湖 4：讷穆尔-圣皮埃尔火车站 ↔ 讷穆尔教堂 ↔ 金麦 ↔ 欧罗巴十字路口 5：讷穆尔-圣皮埃尔火车站 ↔ 讷穆尔邮局 ↔ 医院 ↔ 欧罗巴十字路口 7A：教育园 ↔ 讷穆尔-圣皮埃尔火车站 ↔ 拉瓦洛特 ↔ 布龙市政厅 ↔ 枫丹白露-雏雉球场 7B：教育园 ↔ 讷穆尔-圣皮埃尔火车站 ↔ 拉瓦洛特 ↔ 蒙库尔-弗洛蒙维尔-干湖 ↔ 拉热讷夫赖市政厅 ↔ 埃皮西-水闸 ↔ 阿翁-乌拉圭高级中学 7C：教育园 ↔ 讷穆尔-圣皮埃尔火车站 ↔ 卢万河畔格雷教育园 ↔ 卢万河畔格雷-中心 7D：教育园 ↔ 讷穆尔-圣皮埃尔火车站 ↔ 卢万河畔格雷教育园 ↔ 布龙-马洛特-格雷火车站 ↔ 卢万河畔蒙蒂尼-帕罗蒂广场 8A：教育园 ↔ 农维尔-源泉街 8B：教育园 ↔ 农维尔-源泉街 ↔ 拉热讷夫赖市政厅 ↔ 埃皮西-水闸 ↔ 埃屈埃勒-小花园 ↔ 莫雷-沃讷莱萨布隆站 ↔ 塞纳河畔香槟火车站 ↔ 埃里西职业高级中学 9A：教育园 ↔ 波利尼-圣路易农场 ↔ 吕南河畔楠托市政厅 ↔ 洛雷勒博卡日-普雷欧市政厅 ↔ 维勒贝翁-帕西 9B：教育园 ↔ 达尔沃村围 9C：教育园 ↔ 波利尼-农场 ↔ 吕南河畔楠托市政厅 ↔ 洛雷勒博卡日-普雷欧市政厅 ↔ 维勒贝翁-帕西 9D：教育园 ↔ 特勒济-勒沃莱市政厅 ↔ 鲁林 ↔ 维勒马雷沙勒市政厅 ↔ 多尔梅勒市政厅 ↔ 图里-费罗特市政厅 ↔ 武镇纪念碑 ↔ 迪扬市政厅 10：讷穆尔-圣皮埃尔火车站 ↔ 讷穆尔邮局 ↔ 教育园 ↔ 波利尼-波尔通维尔 ↔ 波利尼-教堂 ↔ 勒莫维尔 ↔ 尚特罗-教堂 ↔ 埃格勒维尔-贝尔讷-贝勒库尔广场 ↔ 布朗勒-白里安 11：教育园 ↔ 波利尼-波尔通维尔 ↔ 卢万河畔巴尼欧-格朗代勒 ↔ 苏普-朗东堡火车站 ↔ 卢万河畔苏普-勒库德赖 12：教育园 ↔ 波利尼-波尔通维尔 ↔ 波利尼-教堂 ↔ 卢万河畔巴尼欧-格朗代勒 ↔ 苏普-朗东堡火车站 ↔ 卢万河畔拉马德莱娜-拉加雷讷 ↔ 布格利尼市政厅 ↔ 加蒂奈地区迈松塞勒教堂 ↔ 舍努市政厅 ↔ 蒙德勒维尔-梅赞维尔 13A：教育园 ↔ 讷穆尔-圣皮埃尔火车站 ↔ 干泉/皮瑟莱 ↔ 奥尔梅松-培训中心 ↔ 舍夫兰维利耶教堂 ↔ 欧费尔维尔广场 13B：教育园 ↔ 讷穆尔-圣皮埃尔火车站 ↔ 巴尼欧公路 ↔ 法伊莱讷穆尔-教堂 ↔ 法伊莱讷穆尔-拉沃 13C：教育园 ↔ 讷穆尔-圣皮埃尔火车站 ↔ 干泉 ↔ 奥尔梅松-培训中心 ↔ 舍夫兰维利耶教堂 ↔ 欧费尔维尔广场 ↔ 奥布松维尔中心 ↔ 伊希 ↔ 阿尔维尔市政厅 ↔ 日龙维尔-沙尔穆瓦公路 ↔ 加蒂奈地区博蒙-勒佩莱 17A：讷穆尔-圣皮埃尔火车站 ↔ 红磨坊 ↔ 活动中心 ↔ 拉瓦洛特↔ 布龙-马洛特-格雷火车站 ↔ 卢万河畔蒙蒂尼-帕罗蒂广场 ↔ 莫雷-卢万和奥尔瓦讷-乔治·克莱蒙梭 ↔ 塞纳河畔香槟火车站 ↔ 埃里西职业高级中学 17B：苏普-朗东堡火车站 ↔ 卢万河畔巴尼欧-格朗代勒 ↔ 波利尼-波尔通维尔 ↔ 欧罗巴十字路口 ↔ 塞纳河畔香槟火车站 ↔ 埃里西职业高级中学 18A：皮瑟莱 ↔ 讷穆尔-圣皮埃尔火车站 ↔ 讷穆尔邮局 ↔ 教育园 ↔ 欧罗巴十字路口 ↔ 拉瓦洛特 ↔ 蒙库尔-弗洛蒙维尔-干湖 ↔ 农维尔-源泉街 ↔ 维勒梅尔公墓 ↔ 维勒塞尔夫中心 ↔ 圣雅克城市政厅 ↔ 蒙特罗福约讷火车站 18B：讷穆尔-圣皮埃尔火车站 ↔ 布龙-马洛特-格雷火车站 ↔ 布龙-马洛特-格雷火车站 ↔ 卢万河畔蒙蒂尼-帕罗蒂广场 ↔ 埃皮西-水坝十字架 ↔ 埃屈埃勒-小花园 ↔ 塞纳河畔瓦雷讷-埃菲尔高级中学 ↔ 蒙特罗福约讷-弗洛拉·特里斯唐 |
| 公共汽车                         | Les Cars Bleus         | 184-004：教育园 ↔ 讷穆尔-圣皮埃尔火车站 ↔ 拉沙佩勒拉雷讷 |
| 1. 2.                            |                        | |

## 政治

### 市政内阁

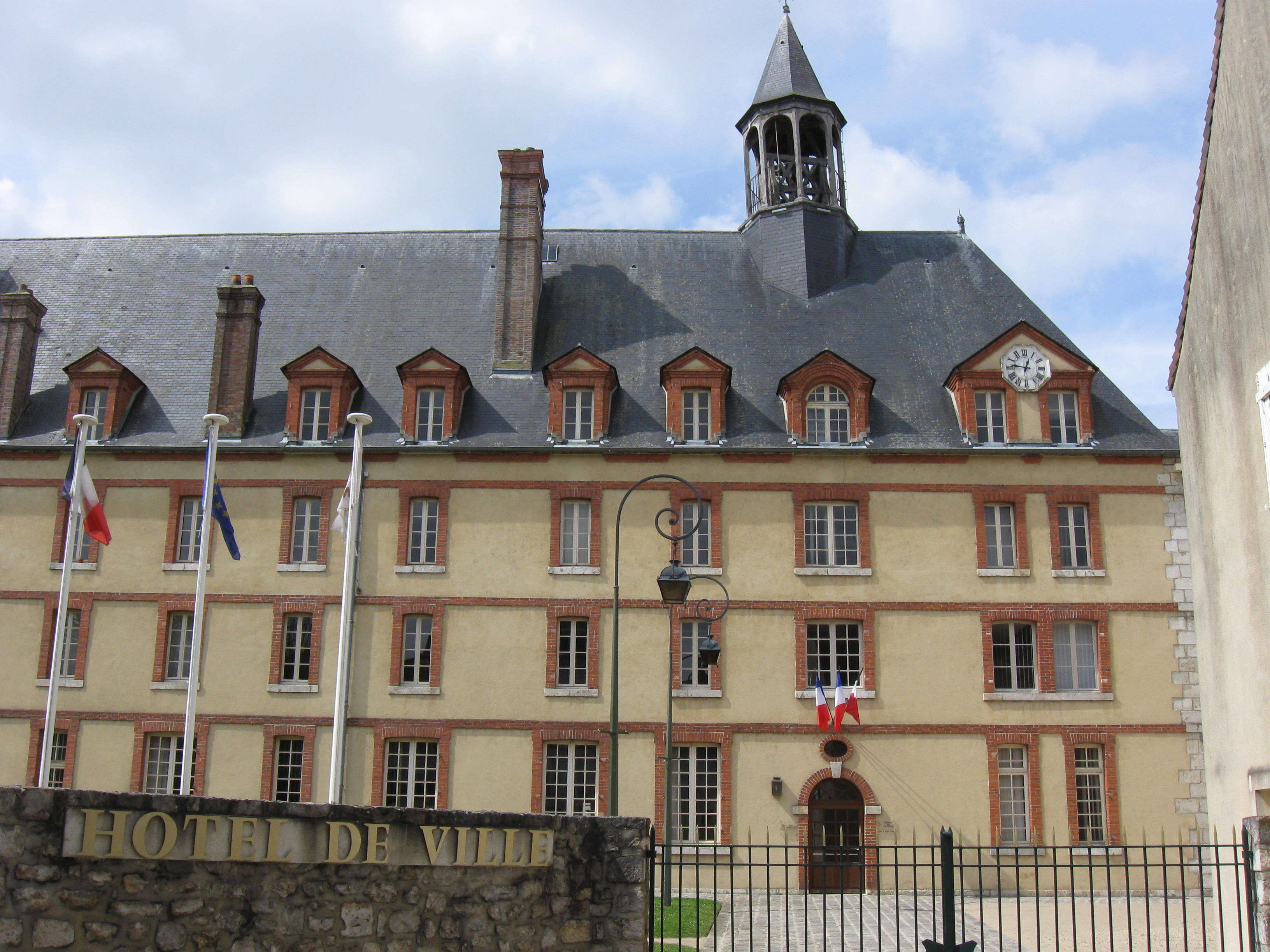
讷穆尔市政厅

讷穆尔的现任市长为瓦莱丽·拉克鲁特女士，她是共和党的一名成员，在2020年的市政选举中获得了57.07%的支持率。
| 讷穆尔历届市长 | 讷穆尔历届市长                        | 讷穆尔历届市长                              |
| 任期           | 市长                                  | 党派                                        |
| -------------- | ------------------------------------- | ------------------------------------------- |
| 1949年－1962年 | Jacques David 雅克·达维德             | 不详                                        |
| 1962年－1965年 | Pierre Mahieu 皮埃尔·马约             | 不详                                        |
| 1965年－1977年 | Étienne DAILLY 艾蒂安·达伊            | RI独立激进党 →UDF法国民主联盟 →RI独立激进党 |
| 1977年－1983年 | Jean GRATTIER 让·格拉蒂埃             | PS社会党                                    |
| 1983年－2000年 | Charles HOCHART 夏尔·奥沙尔           | RPR保衛共和聯盟                             |
| 2000年－2001年 | Pascal MARAUX 帕斯卡·马罗             | PS社会党                                    |
| 2001年－2008年 | Jean-Pierre BÉRANGER 让-皮埃尔·贝朗热 | PS社会党                                    |
| 2008年－2017年 | Valérie LACROUTE 瓦莱丽·拉克鲁特      | UMP人民运动联盟 →LR共和黨                   |
| 2017年－2008年 | Anne-Marie MARCHAND 安娜-玛丽·马尔尚  | LR共和黨                                    |
| 2020年－       | Valérie LACROUTE 瓦莱丽·拉克鲁特      | LR共和黨                                    |

### 各级选举
| 讷穆尔历届投票选举结果 | 讷穆尔历届投票选举结果 | 讷穆尔历届投票选举结果 | 讷穆尔历届投票选举结果 | 讷穆尔历届投票选举结果      | 讷穆尔历届投票选举结果 | 讷穆尔历届投票选举结果 | 讷穆尔历届投票选举结果      | 讷穆尔历届投票选举结果 | 讷穆尔历届投票选举结果 |
| 选举项目               | 选举范围               | 选区单位               | 选举结果               | 选举结果                    | 选举结果               | 选举结果               | 选举结果                    | 选举结果               | 参考资料               |
| 选举项目               | 选举范围               | 选区单位               | 第一轮胜出者           | 第一轮胜出者                | 支持率                 | 第二轮胜出者           | 第二轮胜出者                | 支持率                 | 参考资料               |
| ---------------------- | ---------------------- | ---------------------- | ---------------------- | --------------------------- | ---------------------- | ---------------------- | --------------------------- | ---------------------- | ---------------------- |
| 2017年法國總統選舉     | 法國                   | 市镇                   |                        | 玛丽娜·勒庞                 | 23.88%                 |                        | 埃马纽埃尔·马克龙           | 61.41%                 | [ 31 ]                 |
| 2017年法国立法选举     | 塞纳-马恩省第二选区    | 市镇                   |                        | 瓦莱丽·拉克鲁特             | 36.81%                 |                        | 瓦莱丽·拉克鲁特             | 62.42%                 | [ 31 ]                 |
| 2019年欧洲议会选举     | 法國                   | 市镇                   |                        | 若尔丹·巴尔代拉             | 26.53%                 | （不适用）             | （不适用）                  | （不适用）             | [ 31 ]                 |
| 2021年法国省级选举     | 塞纳-马恩省            | 县                     |                        | 贝尔纳·科齐克 伊索丽娜·加罗 | 34.31%                 |                        | 贝尔纳·科齐克 伊索丽娜·加罗 | 67.43%                 | [ 32 ]                 |
| 2021年法国省级选举     | 塞纳-马恩省            | 市镇                   |                        | 贝尔纳·科齐克 伊索丽娜·加罗 | 41.81%                 |                        | 贝尔纳·科齐克 伊索丽娜·加罗 | 73.04%                 | [ 32 ]                 |
| 2021年法国大区选举     | 法蘭西島大區           | 市镇                   |                        | 瓦莱丽·佩克雷斯             | 44.45%                 |                        | 瓦莱丽·佩克雷斯             | 49.64%                 | [ 33 ]                 |
| 2022年法国总统选举     | 法國                   | 市镇                   |                        | 让-吕克·梅朗雄              | 29.48%                 |                        | 埃马纽埃尔·马克龙           | 54.08%                 | [ 31 ]                 |
| 2022年法国立法选举     | 塞纳-马恩省第二选区    | 市镇                   |                        | 马里-皮埃尔·莫利纳          | 28.79%                 |                        | 马里-皮埃尔·莫利纳          | 51.9%                  | [ 31 ]                 |

## 人口
2019年，讷穆尔市镇人口数量为13,088，在法国排名第752位。其中男性6,098人，女性6,990人，75岁及以上人口占7.8%，外籍人口数量为2,067人，人口密度为1,208人/平方公里，当地居民被称为（男性）或（女性）。2020年，讷穆尔境内出生158人，死亡人口134人。
| 讷穆尔1901年－2019年人口变化情况 |
|                                  |
| 数据来源：Cassini、INSEE         |

## 经济

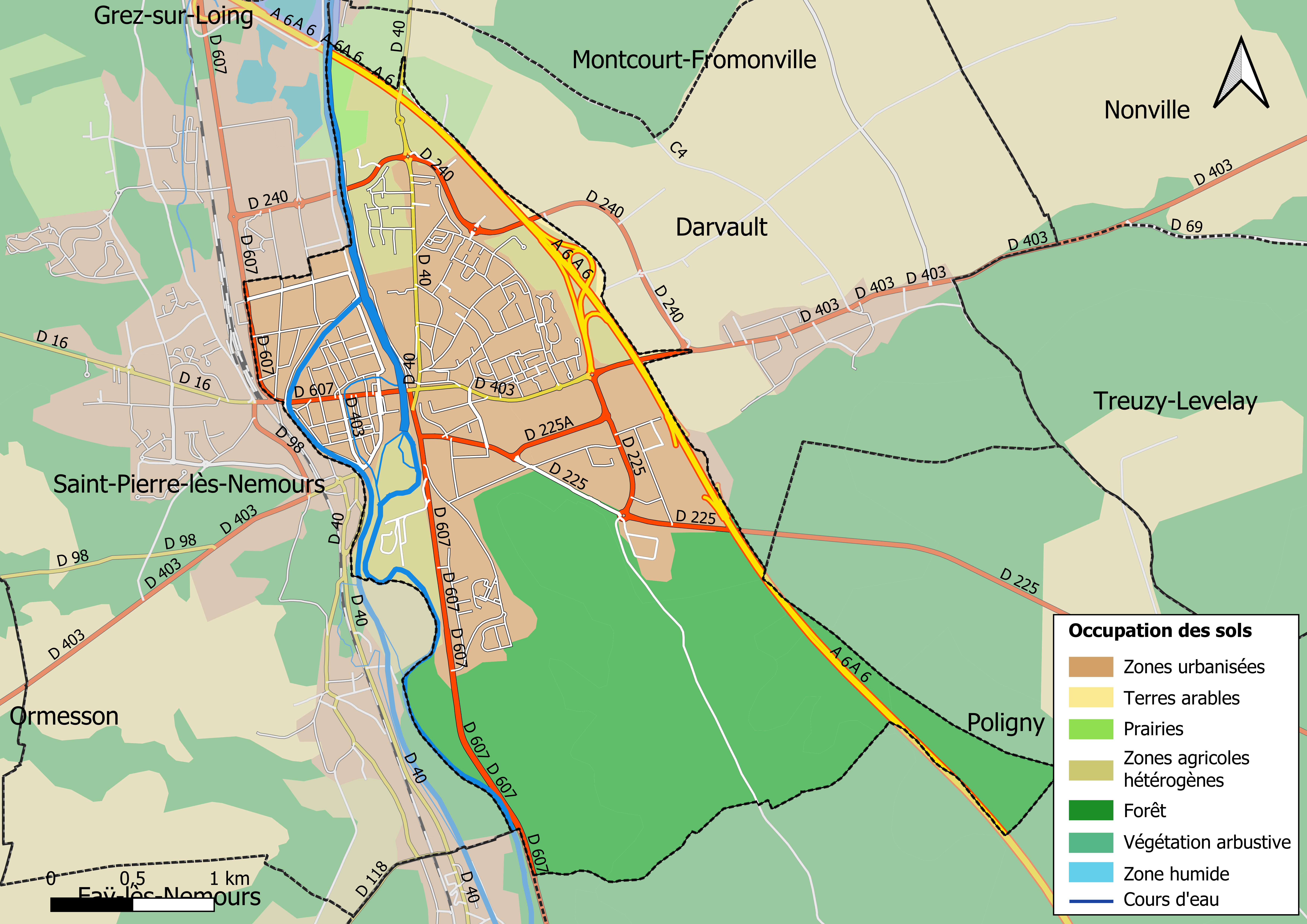
讷穆尔土地利用情况地图

讷穆尔是一个区域性的中心城市。截止2022年2月，讷穆尔市镇范围内共有各类用人单位（包含自雇）1,646家，平均历史为15年，其中99.3%为中小型企业（PME）。（制药）、（大型零售）及（副食品批发）是当地2020年营业额最高的三个企业，分别为48,656,986欧元、43,309,797欧元和25,809,303欧元。

## 财政与居民收入
2020年，讷穆尔的财政收入总额为17,616,800欧元，财政支出总额为15,294,100欧元，当年的债务总额为17,610,900欧元。2021年，讷穆尔共获得4,089,158欧元的国家财政补助，比上一年增加了1.75%。
2019年，讷穆尔的人均月收入总额为2,079欧元，其中高级职员为3,714欧元，低于法国平均水平（4,230欧元）；中级职员为2,344欧元，低于法国平均水平（2,411欧元）；普通职员为1,713欧元，亦低于法国平均水平（1,740欧元）。
2018年，讷穆尔境内的青壮年（15至64岁）失业率为19.4%，当地39.6%的家庭拥有纳税资格，平均纳税2,919欧元，低于法国平均水平（3,910欧元）。

## 社会事务

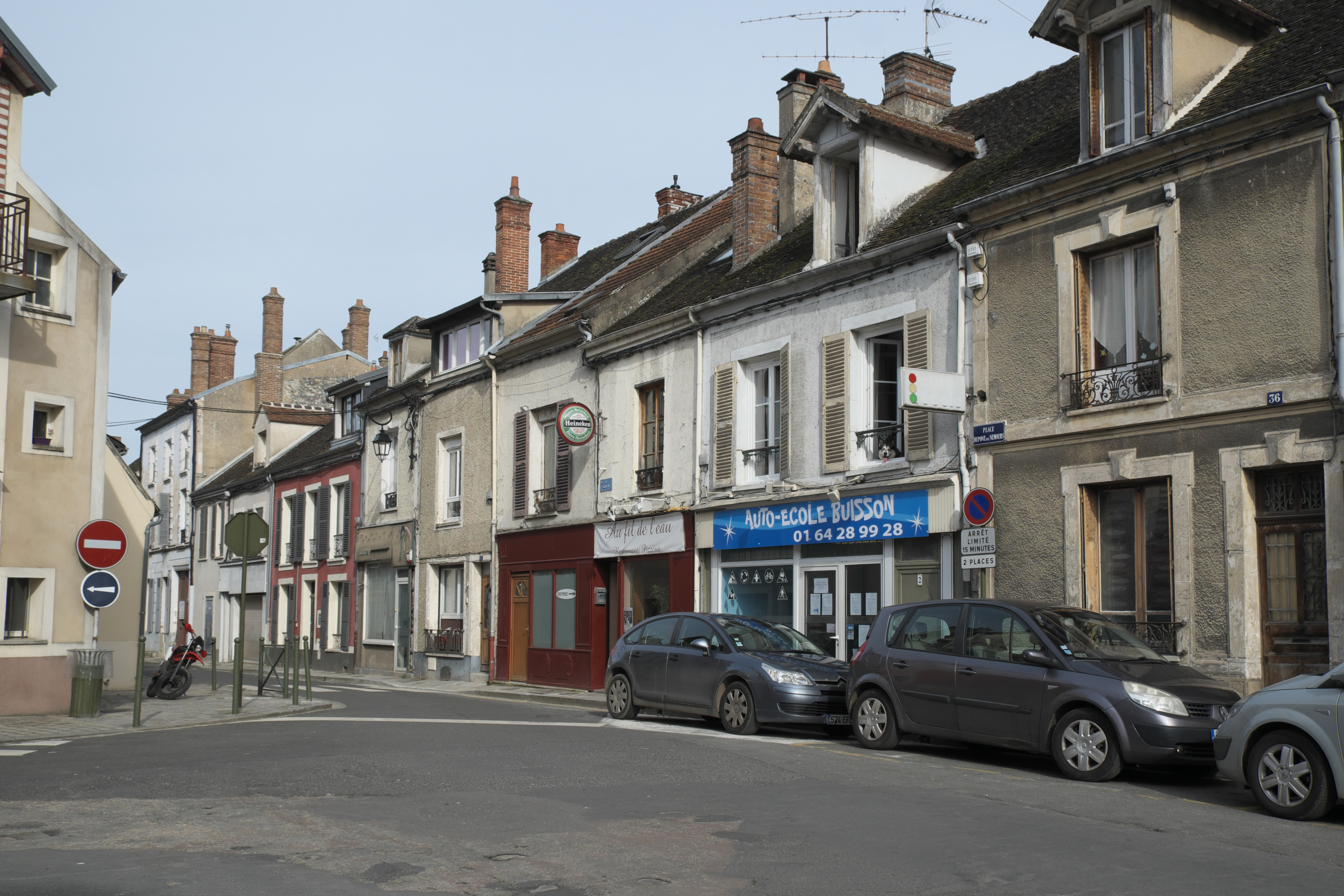
讷穆尔镇中心的桑松街

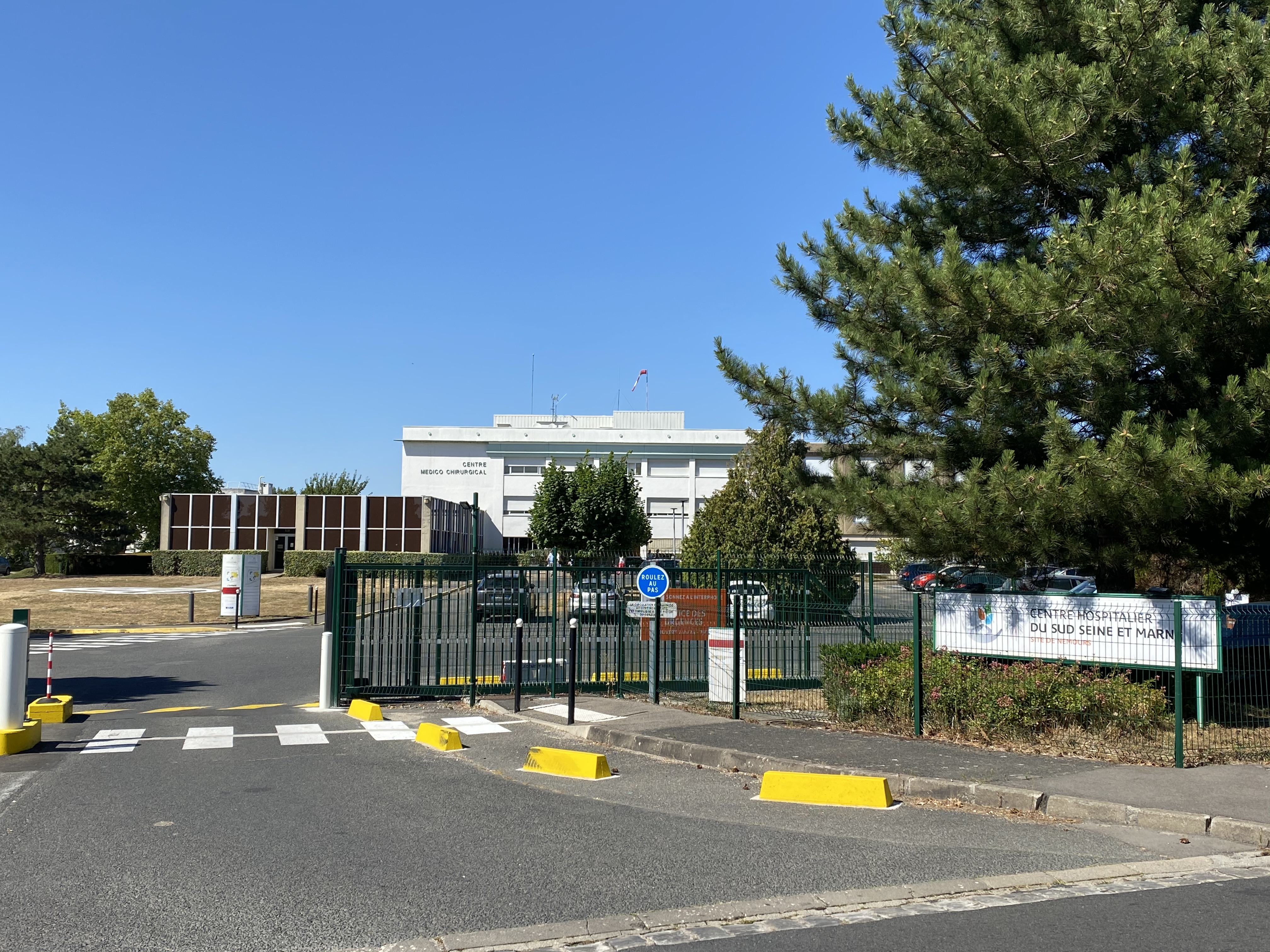
南部塞纳-马恩省中心医院讷穆尔病区

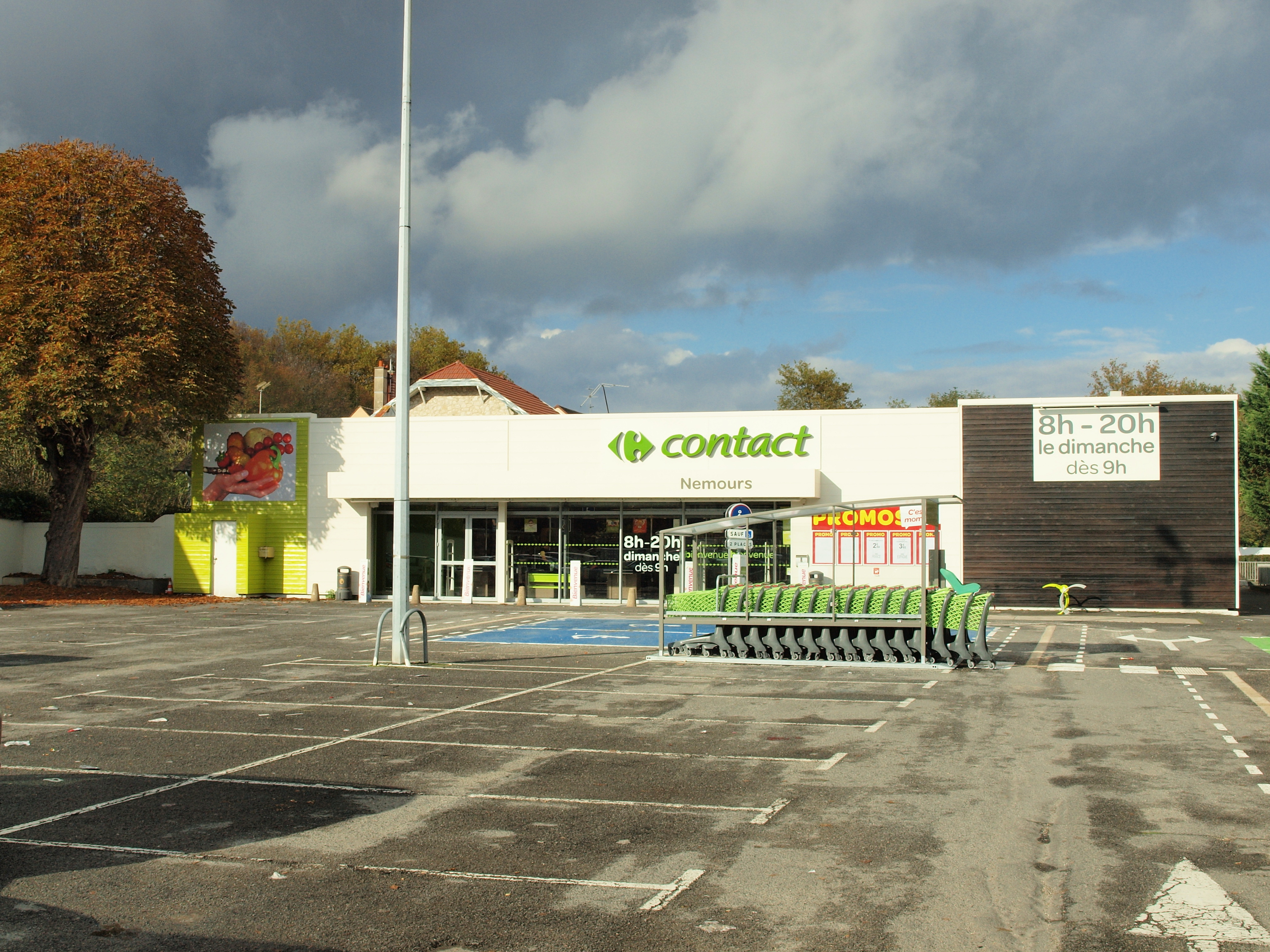
讷穆尔的一处便民超市

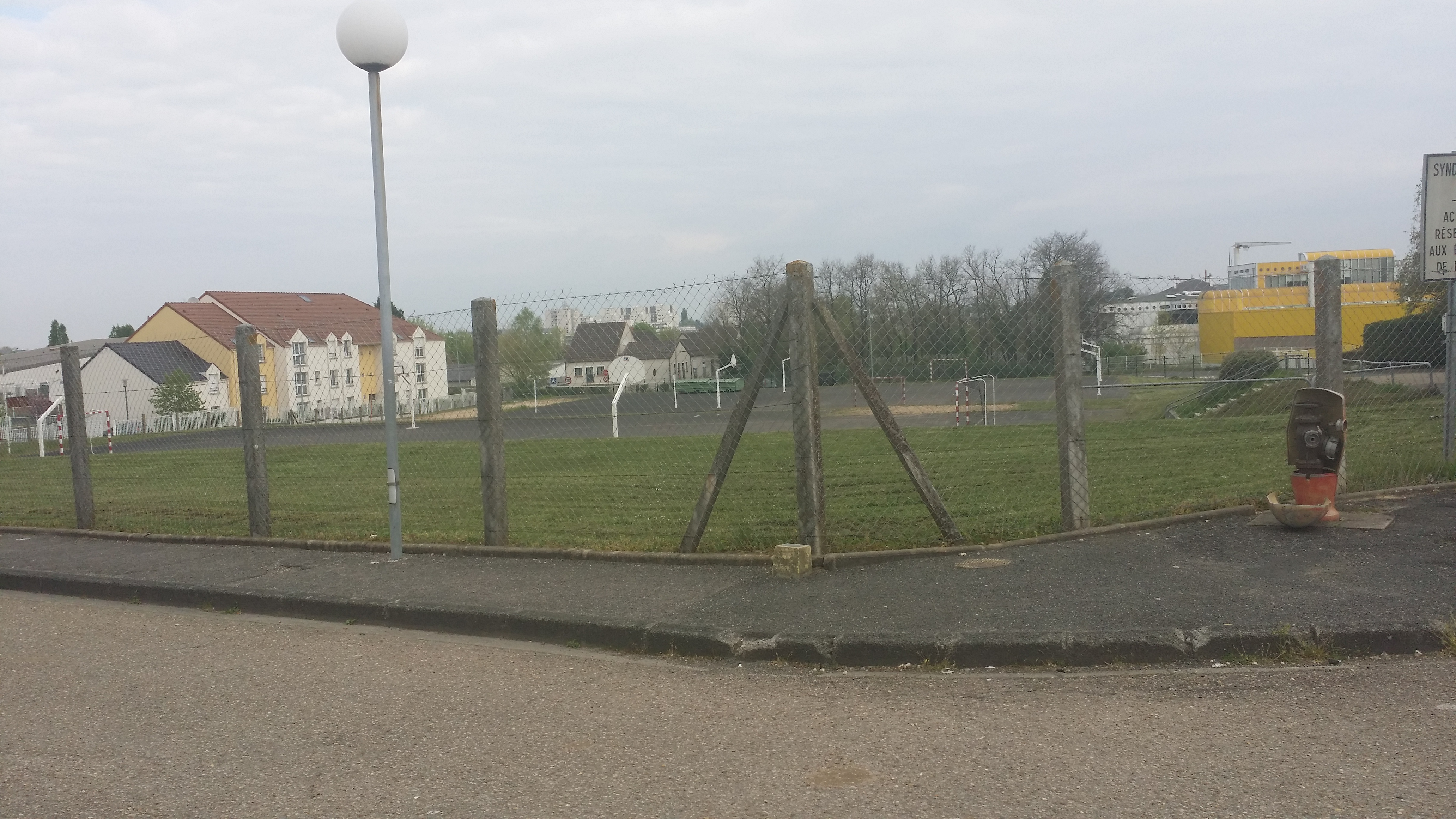
讷穆尔的一处足球场

### 教育
讷穆尔属于克雷泰伊学区。截止2020年1月1日，讷穆尔境内共有3所幼儿园、6所小学、2所初级中学和1所普通高中。2018至2019学年度，讷穆尔境内共有在校中等教育阶段学生2,119名。

### 医疗
截止2020年1月1日，讷穆尔境内共有全科医生14名、保健师12名、牙医7名、护士15名、耳科医生1名、眼科医生3名、皮肤科医生2名、助产士3名、儿科医生2名和妇科医生1名。境内共有药房5家、养老院3家、残疾人帮扶中心3家。
讷穆尔是南部塞纳-马恩省中心医院的服务范围，后者是法国的一个区域性医疗机构，在讷穆尔设有一处病区（Site de Nemours），是当地规模最大的公立综合性医院。

### 住房
2018年，讷穆尔境内共有各类住房6,390套，其中43.3%为独立式居民区，56.4%为集中式居民区。常住房屋占讷穆尔市镇范围内居民建筑总量的88.7%。
在住房保障政策方面，2020年，讷穆尔境内共有1,695户家庭获得了住房经济补助，受益人数占总人口数量的12.9%，其中1,626份为房租补助。

### 商业
2019年，讷穆尔境内共有各类实体商铺412家，其中餐厅50家、大型超市8家、杂货店10家、面包房11家、肉铺2家、书店4家、装饰品店1家、银行门店10家、美容美发店32家、汽车维修店29家。市区东部和北部分别建有一家Casino和一家Intermarché购物超市。

### 体育
2020年，讷穆尔境内共有1家游泳池、3间体育馆、1座综合体育场、1处足球或橄榄球场以及1处篮球或排球场。
截至2022年2月，讷穆尔境内暂无注册足球俱乐部。巴尼欧-讷穆尔-圣皮埃尔前进俱乐部（Entente Bagneaux Nemours St Pierre，编号541442）是当地的代表性足球队，注册地及主场位于圣皮埃尔莱讷穆尔，其主队2021至2022赛季参加塞纳-马恩省足球联赛乙组（法国第十级别）。

### 环境
讷穆尔的环境事务由其所属的讷穆尔地区市镇公共社区负责。2019年，讷穆尔境内共有1家污染企业。

### 治安
2019年，讷穆尔市镇范围内有1处派出所。
讷穆尔所在地是枫丹白露警区的管辖范围。2020年，该警区辖区内共16个市镇累计发生各类案件2,424起，其中盗窃类案件1,307起，经济类案件347起，毒品交易类案件172起。

## 文化
2020年，讷穆尔境内共有1家电影院和2家博物馆。讷穆尔市政府提供多媒体中心，每周二至六向公众开放。

### 建筑
讷穆尔境内有多处历史建筑，其中讷穆尔城堡、施洗约翰教堂等为法国国家文物保护单位，同时也是当地的地标性建筑物。

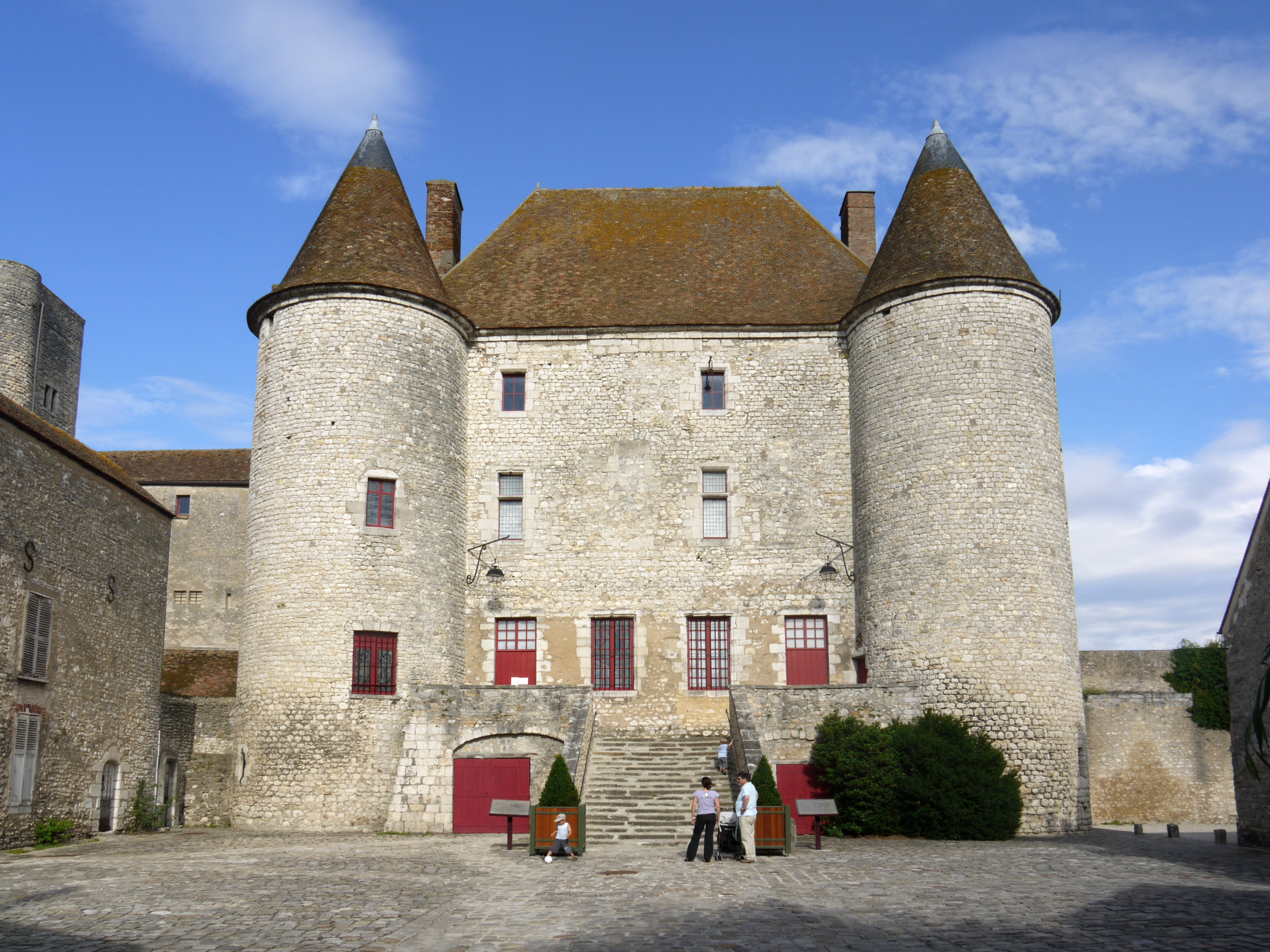
讷穆尔城堡（法语：Château de Nemours）
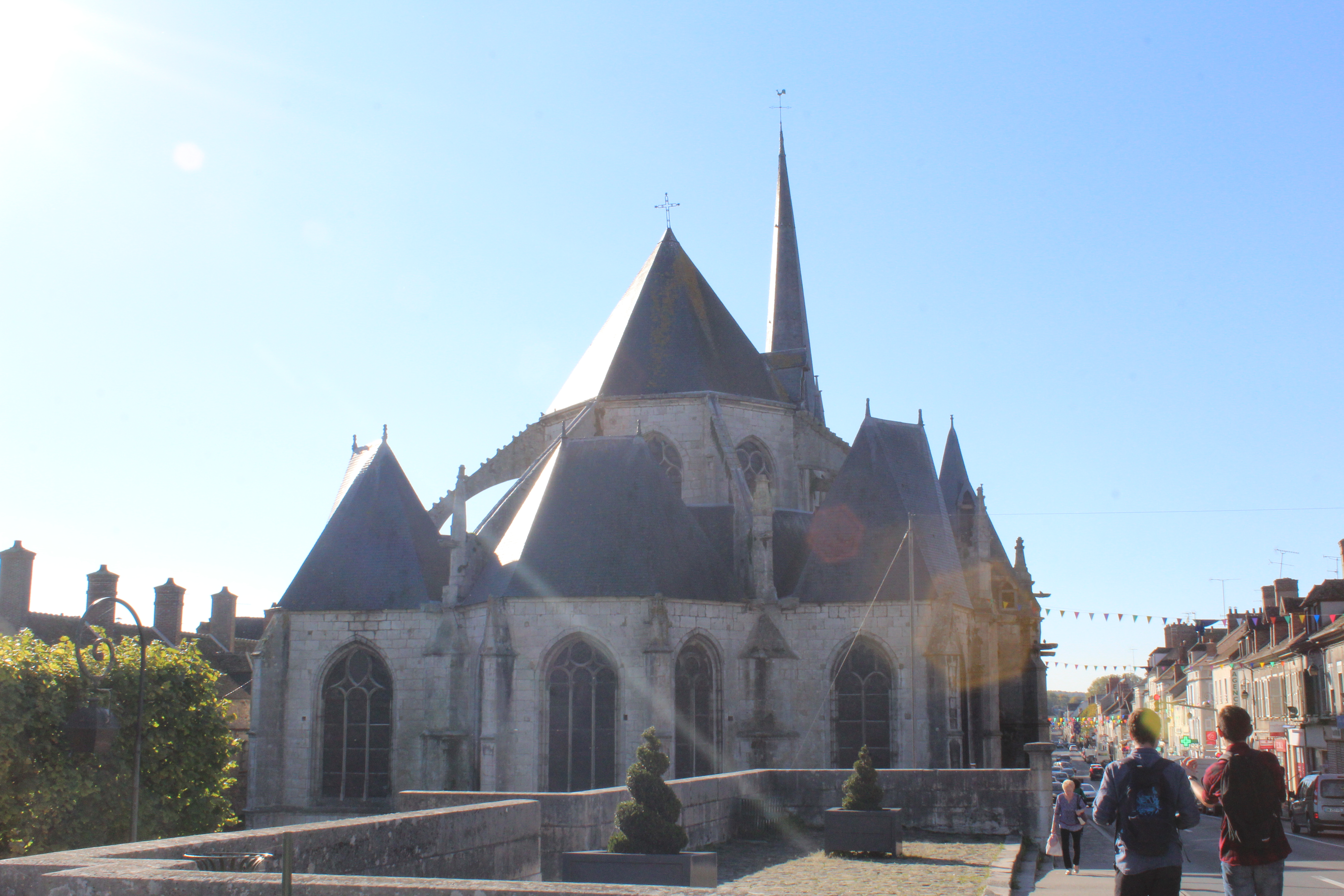
施洗约翰教堂（法语：Église Saint-Jean-Baptiste de Nemours）
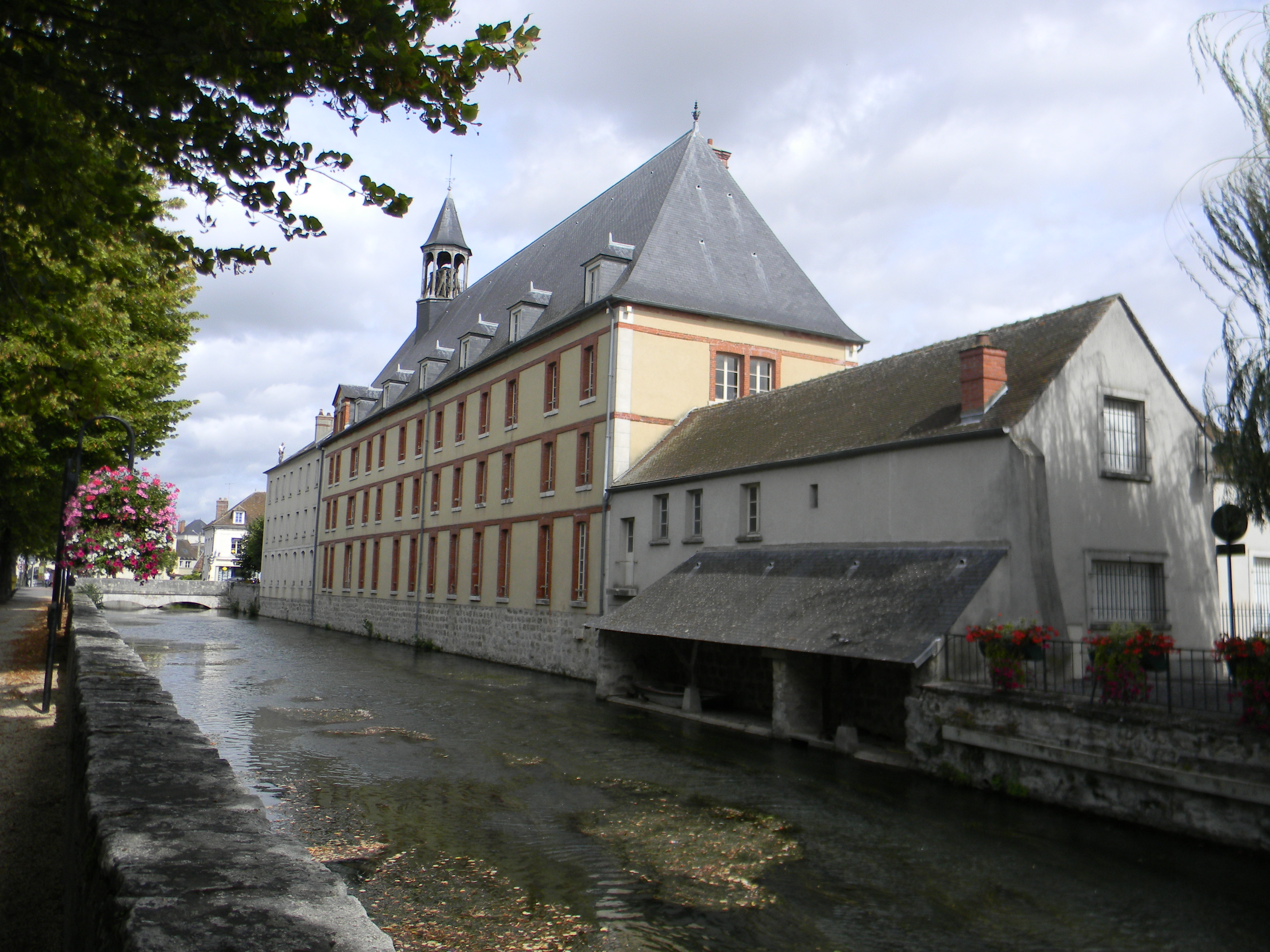
神学院旧址
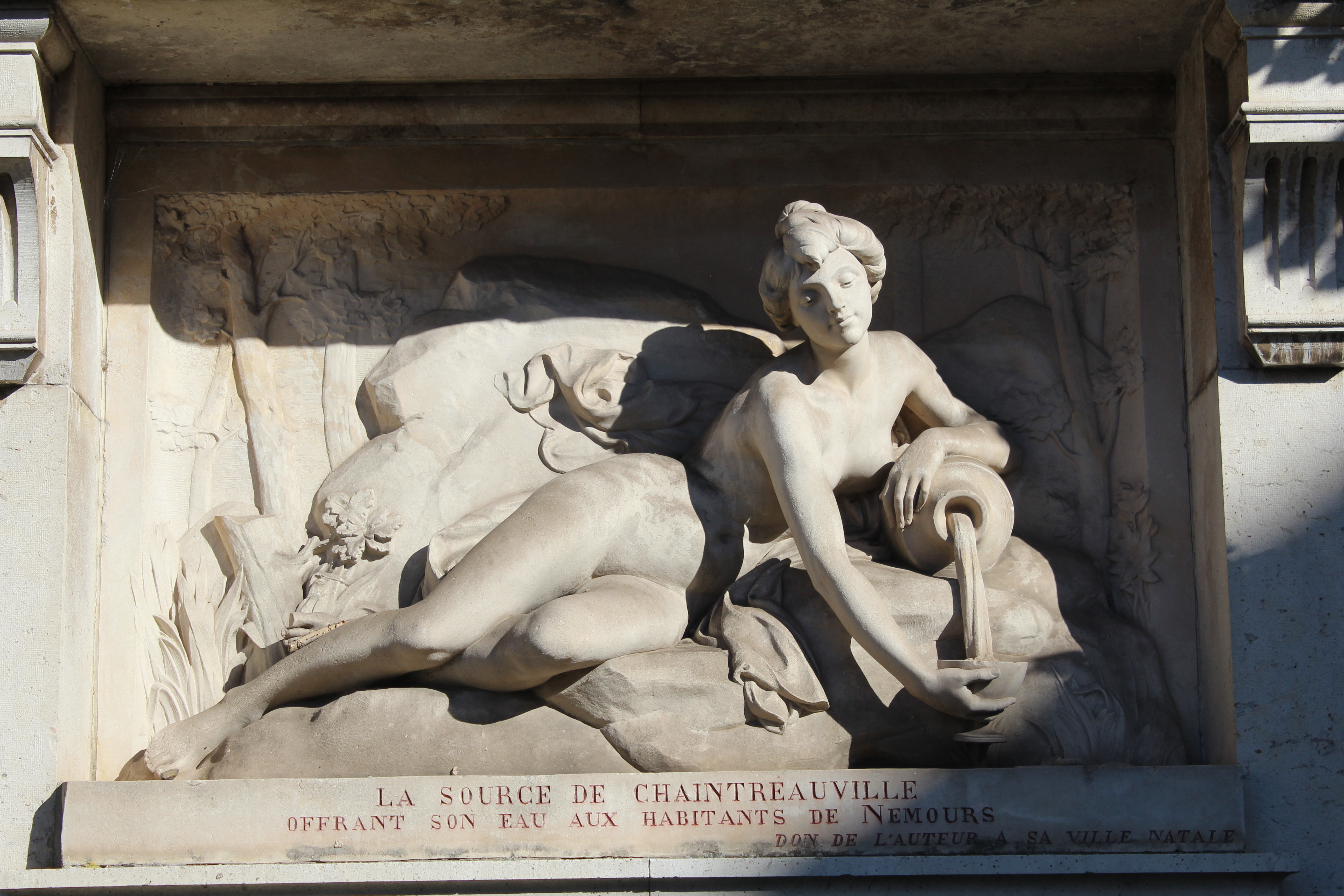
一处喷泉雕塑
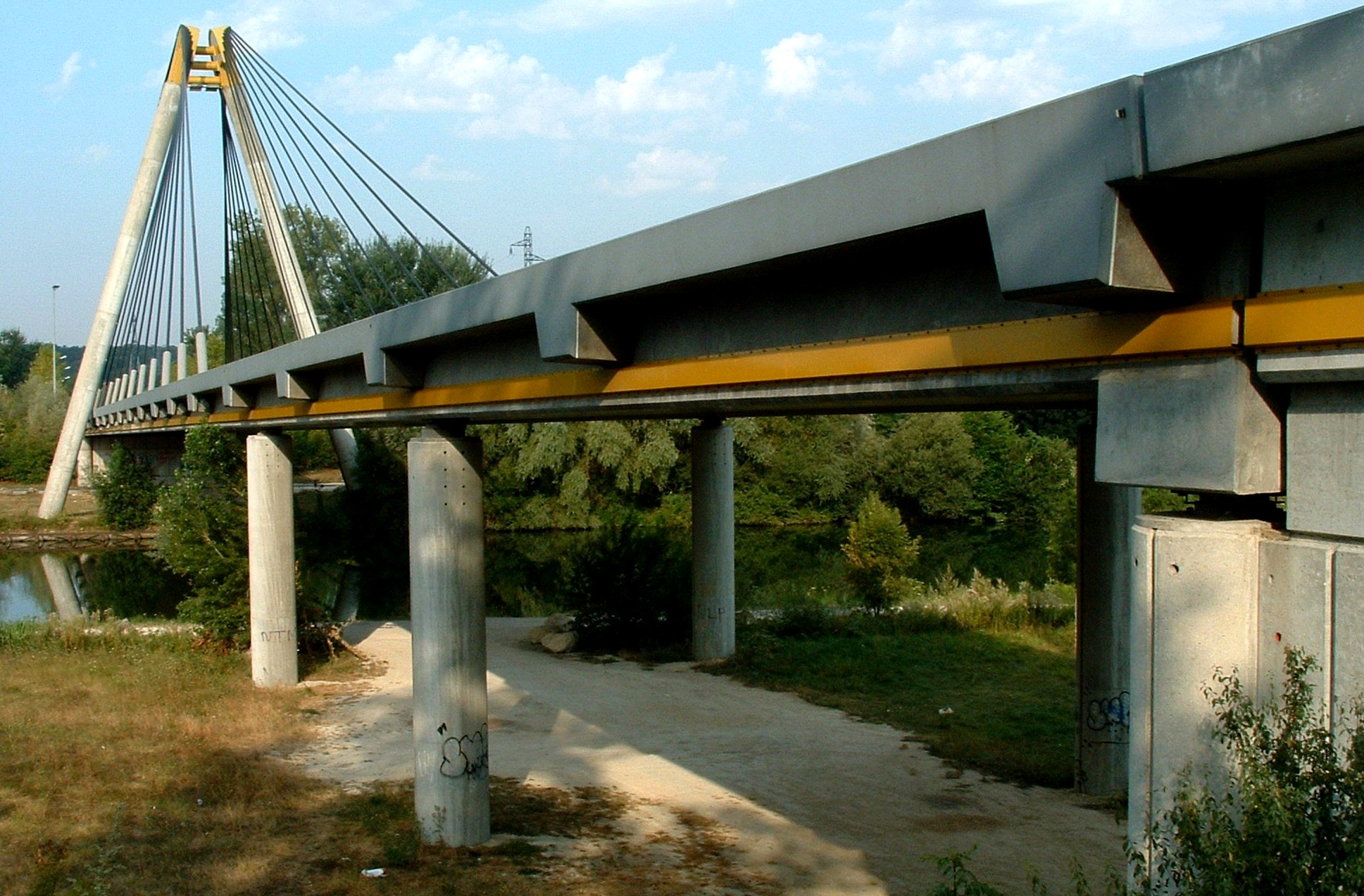
夏尔·奥沙尔桥（法语：Pont Charles-Hochart）
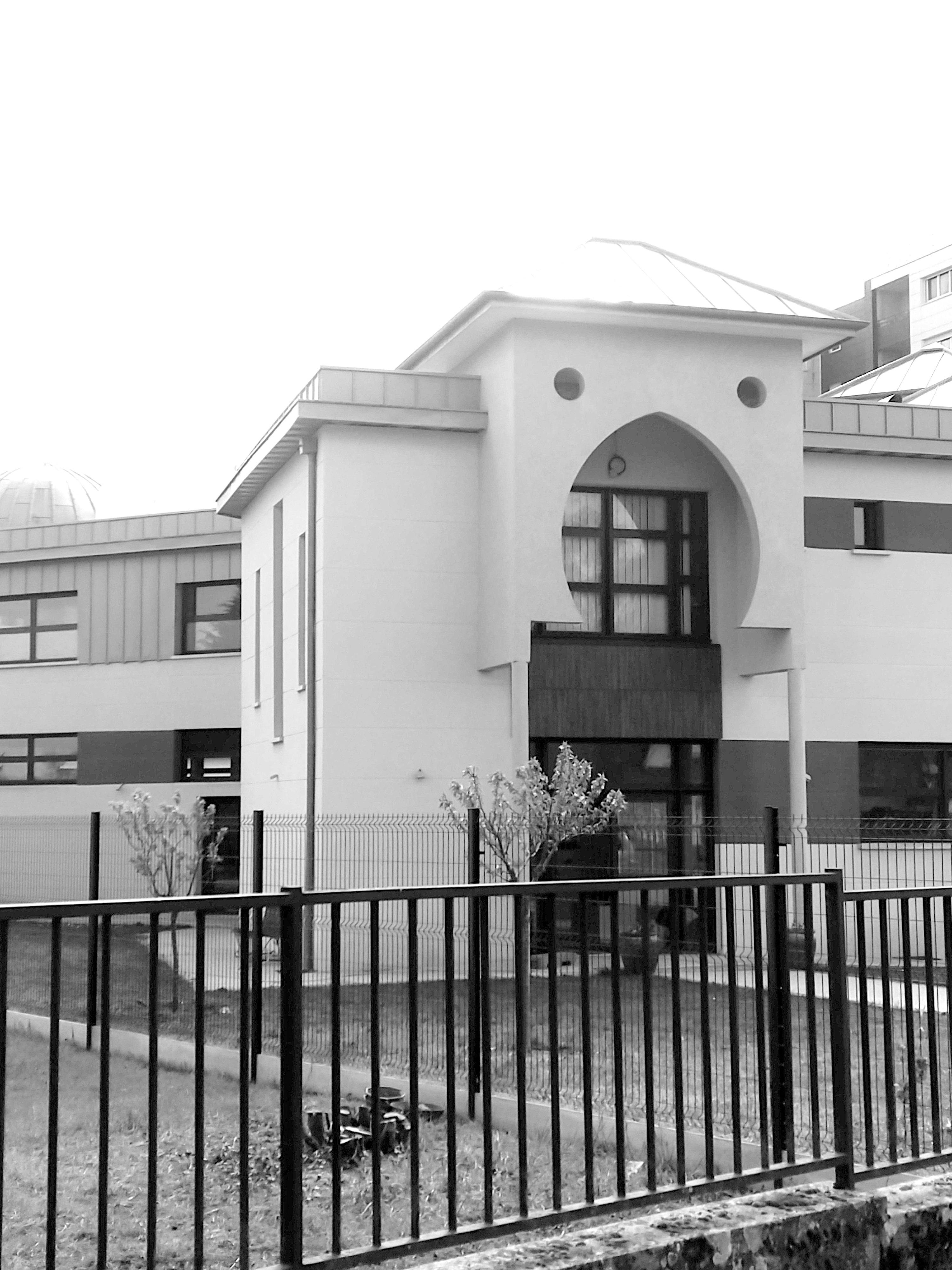
大清真寺
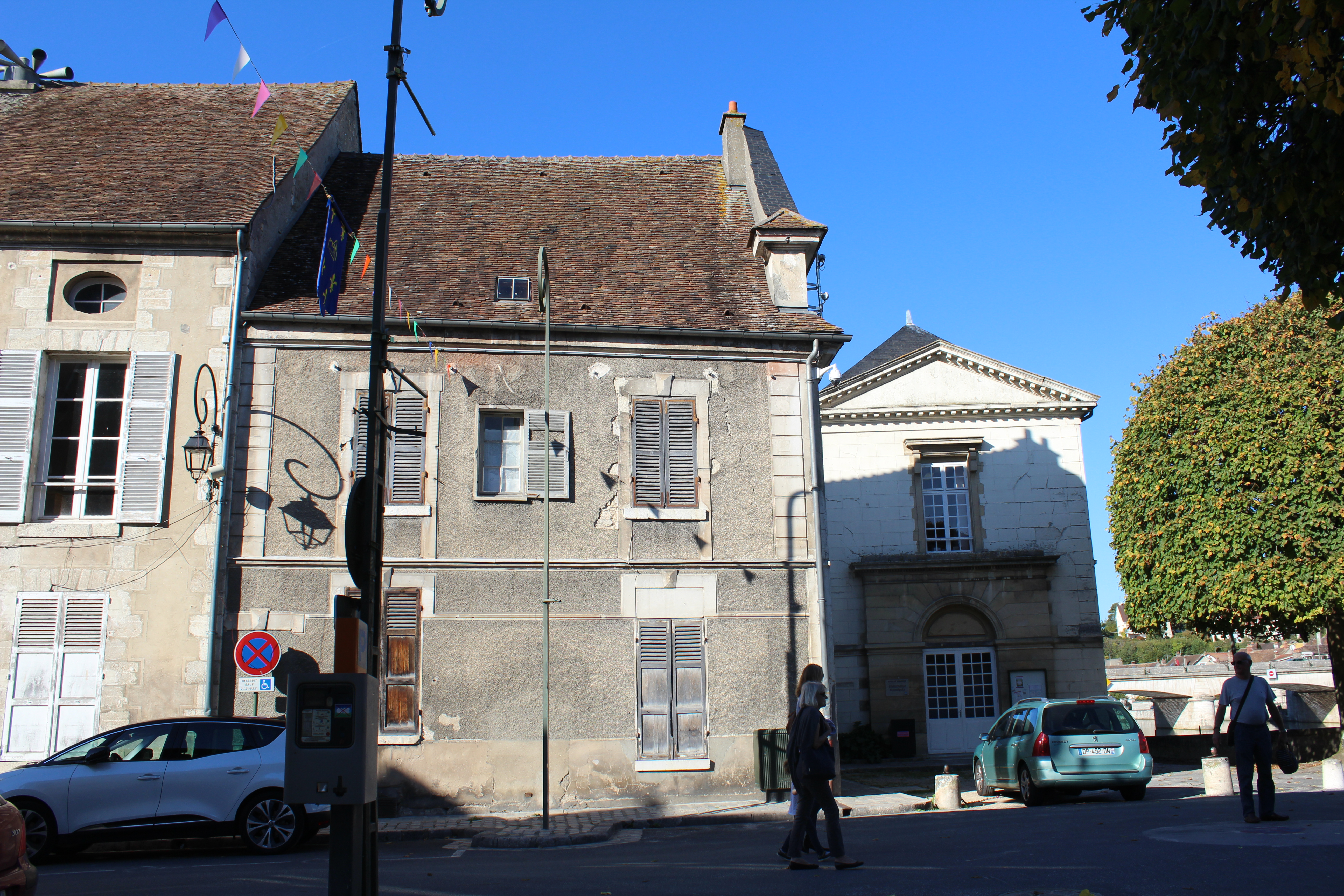
市中心民居

### 旅游
讷穆尔的旅游事务由其所属的讷穆尔地区市镇公共社区负责。2021年，讷穆尔境内共有3家酒店共计182间房间。

### 媒体
法国主要的媒体均可在讷穆尔接收，法国电视三台下属的法兰西岛大区频道在部分时段播出讷穆尔所属的塞纳-马恩省的地方新闻。

## 相关人物
法国地质学家皮埃尔·贝尔蒂耶、赛车手西里尔·代普雷、走钢丝艺人菲利普·珀蒂和足球运动员及教练鲁迪·加西亚出生于讷穆尔。

## 对外交流
截至2022年2月，讷穆尔共与一座城市互为友好城市关系，另与一座城市有合作交流项目：

| - 德国 米尔塔尔 | - 美国 威尔明顿 |